# الصفاح (محافظة ثار)
الصفاح هو مركزٌ سعوديٌ تابعٌ لمحافظة ثار التابعة لمنطقة نجران، في المملكة العربية السعودية. المركز من الفئة (ب)، ورمزه 2455 حسب دليل الترميز الموحد للمناطق الإدارية بالمملكة العربية السعودية.

## الموقع
يبعد الصفاح من منطقة نجران حوالي 142 كيلو متر مربع وهو من ضمن المراكز المهمة لمحافظة ثار ومنطقة نجران